# Tantieme
Tantiemă se numește acea parte din portofoliul net al unei societăți ce se împarte administratorilor, directorilor, membrilor consiliului de administrație și ai comisiei de cenzori, pentru aportul adus la conducerea și controlul societății.
Tantieme este o noțiune economică menționată în Ordinul nr.1.798 din 14 septembrie 1998 pentru a desemna in general venituri directoriale. 
Tantiemele (profit sharing) sau jetoanele de prezentă, sunt ceea ce se poate plăti din profit (ca un fel de bonus suplimentar unui eventual salariu) oricărui membru al bordului director al oricărui tip de societate comercială pentru prezența sa la ședințele bordului. La fel de bine, tantiemele pot fi plătite din profit oricărui angajat pentru aportul sau la locul de muncă, caz în care le putem numi mai simplu - bonusuri. Mai multe informații găsești căutând cuvintele "profit sharing".